# 弗农·哈顿
沃尔特·弗农·哈顿（英語：Walter Vernon Hatton，1936年1月13日—2025年3月21日），美国NBA联盟前职业篮球运动员。他在1958年的NBA选秀中第2轮第9顺位被辛辛纳提皇家选中。